# Sven Håkansson
Sven Håkansson (i riksdagen kallad Håkansson i Bäckenäs), född 28 mars 1816 i Högsäters församling, Älvsborgs län, död 27 april 1895 i Rännelanda församling, Älvsborgs län, var en svensk hemmansägare och riksdagsman. I riksdagen var han ledamot av andra kammare 1871–1884, invald i Valbo och Nordals häraders valkrets. Han skrev nio egna motioner i riksdagen bl.a. om grundskatteavskrivning, fridlysning av älg under vissa år.